# المشرك قبلي
قرية المشرك قبلي هي إحدى القرى التابعة لمركز يوسف الصديق في محافظة الفيوم في جمهورية مصر العربية. حسب إحصاءات سنة 2006، بلغ إجمالي السكان في المشرك قبلي 26952 نسمة، منهم 13927 رجل و13025 امرأة.